# Qué pobres tan ricos
Qué pobres tan ricos (no Brasil: Que Pobres Tão Ricos) é uma telenovela mexicana produzida por Rosy Ocampo para a Televisa e exibida pelo Canal de las Estrellas entre 11 de novembro de 2013 a 29 de junho de 2014, substituindo Libre para amarte e sendo substituída por Mi corazón es tuyo.
É um remake da telenovela colombiana Pobres Rico produzida em 2012 e foi adaptada por Pedro Armando Rodríguez, Alejandra Romero Meza e Humberto Robles.
A trama é protagonizada por Jaime Camil e Zuria Vega; antagonizada por Mark Tacher, Ingrid Martz, Raquel Pankowsky, Tiaré Scanda, Roberto Blandón e Gaby Mellado; com atuações estelares de Arturo Peniche, Sylvia Pasquel e Manuel "Flaco" Ibáñez.

## Sinopse
Qué pobres tan ricos é uma história de amor, romance, encontros e desencontros e um sem número de divertidos enredos entre duas famílias que não tem nada em comum, mas que agora estarão obrigadas a conviver na mesma casa. De um lado, os milionários Ruizpalacios, e do outro, os Mendonça, uma clássica família de bairro.
Tudo começou diante da incapacidade da avó Matilde Ruizpalacios, de seguir em frente da empresa familiar. E é assim que Miguel Ângelo, seu neto consentido, que leva 11 anos vivendo em Londres, retorna ao México para a leitura de uma cláusula do testamento do seu avô Aureliano, que dita: "Herdará o consórcio o primeiro de meus netos que esteja formalmente casado e tenha um filho varão".
É então que, sem pretender, Miguel Ângelo terá em seu primo Alex, um ambicioso inimigo que o envolverá em uma fraude, e assim provocará que Miguel Ângelo e sua família percam sua fortuna, além de todas suas propriedades, ficando só com um terreno na colônia La Nopalera, onde, para sua surpresa, hoje vivem os Mendonça.
Jesus Mendonça é um ex-lutador chamado "O Filho de Sumatra", que há muitos anos conheceu Aureliano Ruizpalacios, a quem lhe foi pagando a propriedade pouco a pouco. No entanto, após a morte do rico empresário, a dívida nunca se quitou, portanto, Jesus não tem as escrituras do terreno onde, além de sua casa, montou um modesto ginásio que hoje deixa pouca renda, e pensa em transformá-lo em um restaurante mexicano com a ajuda de seus filhos: José e Perla Ivette, assim como sua filha mais velha Lupita, que tem um filho, Emiliano, que é a adoração de seu avô.
Por sua parte, pressionado e sem dinheiro, Miguel Ângelo Ruizpalacios chegará a viver na colônia La Nopalera acompanhado de sua singular família: sua mãe Ana Sofia, uma excêntrica dama da sociedade que faz eventos beneficentes, mas no fundo despreza as pessoas que não são de "sua classe", além de seu irmão Leonardo, um clássico "playboy" com estudos de arte em Nova York, e Frida, sua irmã mais nova, uma jovem de aparente espírito social mais apegada a sua vida de luxos e conforto.
O choque entre os hábitos e os costumes de cada família será inevitável. É nesse ambiente caótico e divertido que Lupita Mendonça e Miguel Ângelo Ruizpalacios iniciarão como mediadores de cada família, mas terminarão apaixonando-se e, juntos, enfrentarão as adversidades para defender seus sentimentos e superar todos os obstáculos para descobrir o verdadeiro valor da vida.

## Elenco
- Jaime Camil - Miguel Ângelo "Mike" Ruizpalacios Romagnoli
- Zuria Vega - Maria Guadalupe Mendonça Martínez / Maria Guadalupe Mendonça de Ruizpalacios "Lupita"
- Mark Tacher - Alex Ruizpalacios Saraiva
- Ingrid Martz - Minerva Fontenelle Blanco / Minerva Fontenelle Blanco de Ruizpalacios
- Arturo Peniche - Nepomuceno "Nepo, Nepinho" Escandionda Rodrigues
- Sylvia Pasquel - Ana Sofia Romagnoli Tolentino de Ruizpalacios
- Manuel "Flaco" Ibáñez - Jesus "O filho de Sumatra" Mendonça
- Tiaré Scanda - Dra. Vilma Terán Sade
- Agustín Arana - Dr. Saul Ballesteros
- Raquel Pankowsky - Isabela Blanco de Fontenelle / Isabela Blanco de Salvaterra
- Queta Lavat - Matilde Álvares de Ruizpalacios
- Natasha Dupeyrón - Frida Ruizpalacios Romagnoli
- Jonathan Becerra - José Tizoc Mendonça Martínez
- Gaby Mellado - Condessa Micaela Larrea / Valentina
- Zaide Silvia Gutiérrez - Carmen "Carminha"
- Gabriela Zamora - Glenda Tinoco Hernández
- Diego de Erice - Leonardo "Léo" Ruizpalacios Romagnoli
- Alex Perea - Dr. Tomás Gomes
- Abril Rivera - Perla Ivette Mendonça Martínez
- José Pablo Minor - Tato
- José Eduardo Derbez - Diego Armando Escandionda Ribeiro
- Jackie García - Detetive Jennifer de Gomes
- Ricardo Margaleff - Detetive Jonathan Gomes
- Manuel Guízar - Salomão Ladino
- Homero Ferruzca - Brandão Lopes García "Troféu"
- Gustavo Rojo - Aureliano Ruizpalacios Rivadeneira
- Roberto Blandón - Adolfo Guirón
- Luis Gatica - Osiel "O Bambi" Camargo
- Yael Fernández - Emiliano Mendonça Martínez / Emiliano Ruizpalacios Mendonça
- Rebeca Mankita - Genoveva de la Garza
- Lorena Velázquez - Isabel Lascuráin
- Polo Ortín - Flávio
- José María Negri - Lauro Salvaterra
- Jean Safont - Túlio
- Sergio Ortiz - Fernando Chaurant
- Moisés Suárez - Delegado
- Cecilia Gabriela - Rita Ribeiro
- Martha Ofelia Galindo - Dona Vânia
- Reynaldo Rossano - Beto
- Adalberto Parra - Detetive Pedro Chaves
- Laura Ferretti - Valéria Málave
- Roberto Sen - Conde Enrique Larrea / Enrique Ibarra
- Mariana Karr - Condessa Coralina de Larrea / Coralina de Ibarra
- Ivonne Herrera - Oyuki
- Jorge Ortín - Ricardo Chaurant
- Carlos Barragán - Bluetooth
- Alejandro Peniche - Charlie
- Roxana Puentes - Vanessa Citlali
- Niko Caballero - Paulo
- Teo Tapia - Dr. Miranda
- Juan Sahagún - Médico
- Germán Gutiérrez - Médico
- Eugenio Cobo - Juiz
- Willebaldo López - Juiz
- Francisco Avendaño - Promotor
- Alfredo Alfonso - Tabelião Arial
- Benjamín Islas - Tabelião
- Ricardo Vera - Gerente do hotel
- Juan Ferrara - Pretendente de Minerva
- Priscila Avellaneda - Irlanda
- Dalilah Polanco - Bárbara
- Horacio Beamonte - Dr. "Tintas"
- Gabriel Soto - Ele mesmo
- Perro Aguayo - Ele mesmo
- Bobby Pulido - Ele mesmo

## Exibição

### No México
Foi reprisada pelo seu canal original, de 4 de novembro de 2019 a 19 de junho de 2020, em 165 capítulos, às 14h30, substituindo o remanejamento da telenovela inédita Cita a ciegas e sendo substituída por Corona de lágrimas.
Foi reprisada pelo canal TLNovelas de 16 de agosto a 10 de dezembro de 2021, substituindo Antes muerta que Lichita e sendo substituída por Un gancho al corazón.

### No Brasil
Foi exibida no Brasil de 23 de julho a 26 de outubro de 2018 pelo SBT, em 70 capítulos, substituindo a reprise de Coração Indomável e sendo substituída pela reprise de Teresa.

### Em Portugal
Em Portugal, a telenovela foi exibida entre 20 de dezembro de 2021 a 09 de agosto de 2022 e sendo substituída por por Mar de amor na RecordTV Europa.

## Audiência

### No México
Estreou com 22.1 pontos. Sua menor audiência é 13.3 pontos, alcançada em 24 de dezembro de 2013, véspera de Natal. Já sua maior audiência é de 26.3 pontos, alcançada em 5 de fevereiro de 2014. Seu último capítulo, com duração de duas horas, teve média de 23.8 pontos. Teve média geral de 22 pontos.

### No Brasil
Em 23 de julho de 2018, a telenovela estreou no Brasil com índice de 7,3 pontos de média e 7,5 pontos de pico, garantindo a vice-liderança para a emissora.
No dia seguinte, novamente conquistou a vice-liderança para a emissora, registrando 7,6 pontos de média, 13,7% de share e 9 pontos de pico, enquanto a terceira colocada ficou com 7,2. Em 25 de julho, teve 6,7 pontos, sua menor audiência até então.
Em 27 de julho, registrou 6,1 pontos. A partir daí, a telenovela foi registrando índices entre 6 e 7 pontos. Em 7 de agosto, registrou sua maior audiência, com 7,7 pontos, impulsionada pelo último capítulo de Coração Indomável. Em 10 de agosto, a telenovela registrou uma baixa audiência, com 5,4 pontos. No dia seguinte, registrou outra baixa audiência até então, registrando 5,0 pontos.
Depois de registrar entre 5 e 6 pontos de audiência, em 6 de setembro, a trama registra outra baixa audiência, com 4,9 pontos de média. No dia seguinte, feriado de 7 de setembro, e no dia 19 do mesmo mês, registrou 4,5 pontos. A partir daí, começou a registrar índices piores, de 4 a 5 pontos. Em 21 de setembro, a trama registra sua pior audiência até então, com 4,4 pontos.
Com a reexibição de Teresa, a telenovela passou para a faixa das 17:45, o que lhe rendeu índices melhores de audiência, registrando entre 5 e 6 pontos. No feriado de 12 de outubro, registrou sua pior audiência, com 4,2 pontos. Seu último capítulo teve média de 5.7 pontos. Teve média geral de 5.8 (6) pontos, índice considerado baixo para o horário.

## Exibição internacional
SBT
 Univision
 Univisión PR
 Telemicro
 Telemetro
 Canal 2
 América Televisión
 Teleamazonas
 La Red
 Repretel
 Canal 3
 ABS-CBN (2016, com o título de Pobres los ricos)
 Latele
 TLNovelas
 Venezuela TVes
 Bolivisión
 TV Record Europa

## Prêmios e Indicações

### Prêmio TvyNovelas 2015
| Categoria                    | Indicados            | Resultados |
| ---------------------------- | -------------------- | ---------- |
| Melhor Telenovela            | Rosy Ocampo          | Indicado   |
| Melhor Atriz Protagonista    | Zuria Vega           | Indicado   |
| Melhor Ator Principal        | Manuel Ibáñez        | Venceu     |
| Melhor Atriz Co-Protagonista | Sylvia Pasquel       | Indicado   |
| Melhor Ator Co-Protagonista  | Arturo Peniche       | Indicado   |
| Melhor Atriz Co-Protagonista | Tiaré Scanda         | Indicado   |
| Melhor Atriz Juvenil         | Natasha Dupeyrón     | Indicado   |
| Melhor Ator Juvenil          | José Eduardo Derbez  | Venceu     |
| Melhor Direção de Cena       | Benjamín Cann        | Indicado   |
| Melhor Elenco                | Qué Pobres tan Ricos | Indicado   |

## Outras versões
- Pobres Rico, uma telenovela colombiana produzida pela RCN em 2012.